# Nepřevázka
Nepřevázka település Csehországban, a Mladá Boleslav-i járásban. Nepřevázka Mladá Boleslav, Dobrovice, Strašnov és Písková Lhota településekkel határos. Lakosainak száma 422 fő (2024. január 1.).

## Népesség
A település lakosságának változását az alábbi diagram mutatja:
| Lakosok száma | 427  | 513  | 470  | 368  | 294  | 420  | 417  | 429  | 449  | 422  |
|               | 1869 | 1900 | 1921 | 1961 | 1980 | 2011 | 2016 | 2019 | 2021 | 2024 |